# Дачний (Красноуральський міський округ)
Да́чний (рос. Дачный) — селище у складі Красноуральського міського округу Свердловської області.
Населення — 328 осіб (2010, 426 у 2002).
Національний склад населення станом на 2002 рік: росіяни — 88 %.